# Zofia Szmydt

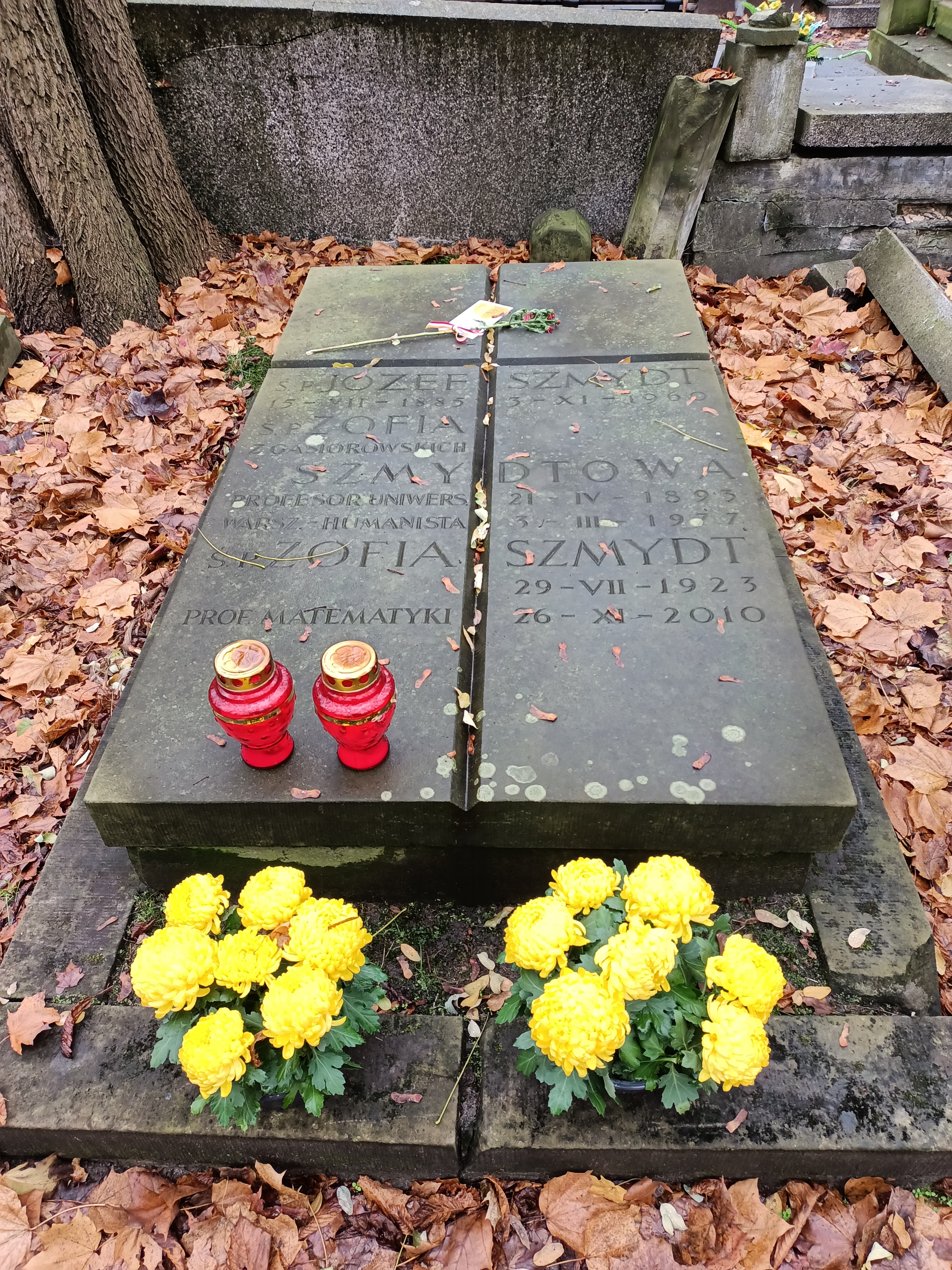
Grób Zofii Szmydt na cmentarzu Powązkowskim w Warszawie

Zofia Jadwiga Szmydt (ur. 29 lipca 1923 w Warszawie, zm. 26 listopada 2010 tamże) – polska matematyk.

## Życiorys
Urodziła się w rodzinie Józefa Szmydta (1885–1960), rolnika z wyższym wykształceniem, pracującego w dobrach Komarów na Wileńszczyźnie, i Zofii z Gąsiorowskich. Miała siostrę Marię Danutę (1920–2011), późniejszą Gniewiewską. W latach 1929–1940 uczęszczała do szkoły powszechnej oraz Gimnazjum i Liceum im. Cecylii Plater-Zyberkówny w Warszawie. Studia matematyczne rozpoczęła na tajnych kompletach Uniwersytetu Warszawskiego, razem z rodziną został wysiedlona z Warszawy po powstaniu warszawskim i zamieszkała w Krakowie.
W 1946 ukończyła studia na Uniwersytecie Jagiellońskim, uzyskując stopień magistra filozofii w zakresie matematyki. W 1949 na UJ otrzymała stopień naukowy doktora filozofii na podstawie rozprawy O całkach pierwszych równania różniczkowego napisanej pod kierunkiem Tadeusza Ważewskiego. Do 1952 pracowała na UJ, od 1949 do 1971 była pracownikiem Oddziału Krakowskiego Instytutu Matematycznego PAN. W 1954 mianowano ją docentem. W 1958 uzyskała stopień doktora nauk na podstawie rozprawy Problemy graniczne nowego typu dla równań różniczkowych cząstkowych hiperbolicznych. W 1961 została mianowana profesorem nadzwyczajnym. W 1971 została pracownikiem Uniwersytetu Warszawskiego. W latach 1981–1984 pełniła funkcję kierownika Studiów Doktoranckich na wydziałach matematyki, informatyki i mechaniki UW. W 1984 otrzymała tytuł profesora zwyczajnego, w 1993 przeszła na emeryturę.
W swoich badaniach naukowych zajmowała się teorią równań różniczkowych, teorią potencjału i teorią dystrybucji. W 1972 opublikowała książkę Transformacje Fouriera i równania różniczkowe liniowe.
Zmarła w Warszawie, pochowana na cmentarzu Powązkowskim (kwatera 263-5-23).

## Nagrody i odznaczenia
W 1956 otrzymała Nagrodę im. Stefana Banacha, w 1973 nagrodę indywidualną I stopnia Ministra Nauki, Szkolnictwa Wyższego i Techniki. W 1973 została także odznaczona Krzyżem Kawalerskim Orderu Odrodzenia Polski.